# 遷移層

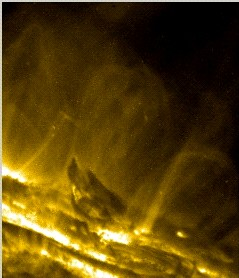
TRACEによる波長19.5 nmの画像。遷移層は、太陽表面の上の明るい霧のように見える。

遷移層（せんいそう、Solar transition region）は、太陽の大気で彩層とコロナの間の領域である
。
紫外線望遠鏡を用いて宇宙から観測することができる。いくつかの無関係だが重要な遷移が起こっているため、重要である。
- ここより下では、形の維持や特徴に重力が支配的になり、そのため太陽はしばしば層状であると言われる。ここより上では動的力が支配的になり、そのため遷移層自体は不明瞭な層となる。
- ここより下では、ヘリウムの大部分が完全にイオン化しておらず、そのため非常に効率的にエネルギーを放出する。ここより上では、完全にイオン化する。平衡温度に大きな影響を与える（後述）。
- ここより下では、物質はスペクトル線の色に対応した不透明な色になる。そのため、遷移層以下の領域に形成される大部分のスペクトル線は、赤外線、可視光、近紫外線の吸収線となる。一方、ここより上に形成されるスペクトル線は、遠紫外線及びX線の放出線である。これにより、遷移層内でのエネルギーの放射輸送は非常に複雑になる。
- ここより下では、ガス圧と流体力学が構造の運動と形を支配する。ここより上では、磁力（磁気流体力学）が支配的になる。遷移層自体は、コストやその特異性、またナビエ-ストークス方程式と古典電磁気学が組み合わさった複雑さのため、あまり研究されていない。

ヘリウムのイオン化は、コロナの形成に必須なため、重要である。内部のヘリウムが部分的にしかイオン化されなくなる（つまり2つの電子のうち1つを残すようになる）ほど、太陽を構成する物質が十分に冷えると、黒体放射とヘリウムのライマン系列の直結により、非常に効率的に冷却することができる。この状態は彩層の最上部で起こり、そこでは平衡温度は数万ケルビンになる。
もう少し加熱するとヘリウムは完全にイオン化し、この時点ではライマン系列が直結しなくなり、効率的な放射をできなくなる。温度は、太陽コロナの温度である100万ケルビン近くまで急速に上がる。この現象はtemperature catastropheと呼ばれ、沸騰水が蒸気になる相転移のアナログであり、実際に太陽物理学者はevaporationと呼ぶ。同様に、コロナの物質に与えられる熱量が少なくなると、数十万ケルビンまで急速に低下し、condensedと呼ばれる。遷移層を構成する物質の温度はこの温度に近い。
遷移層は、TRACEの遠紫外線画像で暗い太陽表面とコロナの上の微かな後光のように見える。